# Камаль, Саид
Саид Камаль (15 февраля 1967, Лондон) — британский консервативный политик, представитель Лондона в Европейском парламенте (2005—2019).

## Биография
Уроженец Лондона Камаль принадлежит мусульманской диаспоре. Окончив среднюю школу в столице Великобритании, Саид поступает в университет Ливерпуля, где получает свою первую академическую степень, затем он учится в магистратуре Лондонской школы экономики и политических наук, и наконец становится доктором философии в Лондонском университете Сити. В 1989—2005 годы Саид Камаль получает известность как консультант в области международной торговли. Он читает лекции по стратегическому менеджменту и маркетинговым исследованиям студентам университета в Лидсе. В 2003 году Саид Камаль оказывается среди организаторов Научно-Исследовательского Института Глобализации Бизнеса.
Член Консервативной партии с 1987 года Саид Камаль занимал ряд мелких должностей в Восточном Лондоне. После выборов в Европейский парламент в 2004 году оказался на четвёртом месте в итоговом списке от консервативной партии, но получил депутатский мандат в связи с переходом Терезы Вильерс в Палату общин Соединённого королевства. В Европарламенте С. Камаль участвовал в работе экономического, правового и торгового комитетов. С ноября 2013 и по май 2019 был лидером консерваторов в Европарламенте, сопредседатель фракции Европейские консерваторы и реформисты.

## Внешние ссылки
- www.syedkamall.com
- www.conservatives.com – Syed Kamall
- Profile at the European Parliament
- "European multinational activity in telecommunications services in the People’s Republic of China" (J Clegg, S Kamall, M Leung, Management International Review, 1996.)
- "Tory attacks EU veto plan in war on crime" Daily Mail
- www.globalisation.eu
- www.kingstonconservatives.com
- www.uklibertyleague.org
- www.cityam.com